# Лу Дува
Лу Дува (англ. Lou Duva; 28 травня 1922 — пом. 8 березня 2017) — американський тренер з боксу та менеджер.

## Ранні роки
Лу Дува народився в Нью-Йорку в родині італійських іммігрантів і був шостим з семи дітей. 23-річний брат Лу, Карл Дува, познайомив його з боксом, коли йому було 10 років. Однак як боксеру йому не дуже пощастило, хоча це могло бути пов’язано з тим, що він ледь мав час для тренувань, бо змушений був виходити на вулицю та виконувати багато видів робіт, щоб допомогати своїй сім’ї зводити кінці з кінцями.
Після початку Другої світової війни пішов до армії США, де отримав роботу інструктора з боксу. Він повернувся додому в 1944 році і розпочав кар'єру професійного боксера, склавши рекорд із 6 перемог, 10 поразок і однієї нічиєї. Після завершення виступів створив автотранспортне підприємство. Транспортний бізнес Дуви розвивався добре, тож він відкрив власний тренажерний зал під назвою Garden Gym.

## Кар'єра  тренера
7 грудня 1963 року Джої Джарделло став першим боксером, якого Дува привів до чемпіонства.
Син Лу, Ден Дува, був юристом, який також займався боксом. У квітні 1978 року Ден заснував промоутерську компанію «Main Events», яка існує і станом на 2025 рік (нею керує вдова Дена Кеті Дува). Ден подружився з Шеллі Фінкелем, потужним боксером, який переконав претендента в середній вазі Алекса Рамоса, майбутнього чемпіона світу в першій напівсередній вазі Джонні Бамфуса, майбутнього чемпіона світу у важкій вазі Тоні Такера, перспективного боксера в напівсередній вазі Тоні Аялу та перспективного важковаговика Мітча Гріна приєднатися до «Main Events». Лу Дува був для них тренером і менеджером.
Надзвичайно успішним для Лу і «Main Events» був 1984 рік. За допомогою Лу Дуви Бамфус, Роккі Локридж, Лівінгстон Брамбл і Майк Маккаллум стали чемпіонами світу, і він підписав контракти з майбутніми чемпіонами світу Марком Брелендом, Евандером Голіфілдом, Пернеллом Вітакером і Мелдріком Тейлором відразу після їхньої участі в Олімпіаді в Лос-Анджелесі. Він також підписав олімпійця Тайрелла Біггса.
1985 року став переможцем у номінації «Менеджер року» за версією Американської асоціації журналістів, які пишуть про бокс (BWAA).
1995 року Едді Гопсон став 13-м чемпіоном світу Дуви.
1998 року був введений до Міжнародної зали боксерської слави.